# 国际植物名称索引
国际植物名称索引（英語：International Plant Names Index，缩写：IPNI）是一個植物學名数据库，由英国邱园、美国哈佛大学植物标本馆及澳大利亚国家植物标本馆合作运营，收錄了各種种子植物、蕨类植物和石松类植物的命名信息，包括與之相關的基本書目信息。
国际植物名称索引旨在記錄學界已發表的植物學名供大眾檢索，同時還負責維護植物分類單元作者的姓名縮寫格式，針對分類單元作者的姓名制定了一套規範化的標準縮寫。這套標準縮寫以英国學者理查德·肯尼思·布鲁米特與凯瑟琳·埃玛·鲍威尔合著的《植物名稱作者》一書為基礎，並在此基礎上不斷更新擴充。